# Света Марина (Раша)
Света Марина (хрв. Sveta Marina, итал. Santa Marina d'Albona) је насељено место у општини Раша, Истарска жупанија, Хрватска.

## Историја
До територијалне реорганизације у Хрватској била је у саставу старе општине Лабин.

## Становништво
У попису становништва из 2011. године, Света Марина је имала 50 становника.
| Број становника према пописима | Број становника према пописима | Број становника према пописима | Број становника према пописима | Број становника према пописима | Број становника према пописима | Број становника према пописима | Број становника према пописима | Број становника према пописима | Број становника према пописима | Број становника према пописима | Број становника према пописима | Број становника према пописима | Број становника према пописима | Број становника према пописима | Број становника према пописима |
| ------------------------------ | ------------------------------ | ------------------------------ | ------------------------------ | ------------------------------ | ------------------------------ | ------------------------------ | ------------------------------ | ------------------------------ | ------------------------------ | ------------------------------ | ------------------------------ | ------------------------------ | ------------------------------ | ------------------------------ | ------------------------------ |
| 1857                           | 1869                           | 1880                           | 1890                           | 1900                           | 1910                           | 1921                           | 1931                           | 1948                           | 1953                           | 1961                           | 1971                           | 1981                           | 1991                           | 2001                           | 2011                           |
| 350                            | 407                            | 94                             | 104                            | 133                            | 143                            | 0                              | 725                            | 151                            | 118                            | 101                            | 65                             | 52                             | 35                             | 42                             | 50                             |

Напомена: Године 1857. и 1869. исказивано под именом Керменица, од 1880. до 1948. године под именом Света Марина, од 1953. до 1971. године под именом Пркушница, а 1981 и 1991. под именом Марина. Године 1921. подаци се налазе у насељу Брег (Лабин). Године 1857, 1869. и 1931. садржи податке за насеља Бартићи, Брег, Дуга Лука, Гондолићи, Гора Глушићи, Крањци (све у граду Лабину) и за некадашње насеље Жугај (Лабин).